# Islas Airways
Islas Airways – hiszpańska linia lotnicza z siedzibą w Santa Cruz de Tenerife, na Teneryfie. Głównym węzłem jest Port lotniczy Aeropuerto de Tenerife Norte (Los Rodeos).